# 國際健美總會
國際健身健美總會（英文：International Fitness & BodyBuilding Federation，IFBB）是一個國際性健美組織，每年舉辦以下項目的比賽：男子健美(men's bodybuilding)、男子古典健美( men's classic bodybuilding)、男子形體 (men's physique)、男子健體(muscular men's physique)、男子健身模特兒(men's fitmodel)、女子形體(women's physique)、女子健康小姐(women's wellness)、女子比基尼(women's bikini)、女子健身模特兒(women's fitmodel)、混合雙人、兒童健身(children fitness)、男子輪椅健美(men's wheelchair bodybuilding )和健身技術挑戰賽(Fitness Challenge)等賽事項目。
IFBB是 WADA(World Anti-Doping Agency （页面存档备份，存于）) 的簽署方，堅信並支持體育運動價值、乾淨體育和健康自然。
IFBB負責管理全球世界健身與健美運動的健身健美聯合總會，也是以下國際體育機構和組織的正式成員：奧林匹克組織：亞洲奧林匹克理事會(OCA （页面存档备份，存于）)、泛美體育組織(PANAMSPORTS)、中美洲和加勒比海體育組織(CENTRO CARIBE SPORTS)、中美洲體育組織 (ORDECA)、南美洲運動組織(ODESUR)、玻利瓦爾體育組織(ODEBO)、非洲國家奧林匹克委員會協會(ANOCA）
根據國際奧委會(IOC)的行事曆，IFBB正式參加過以下國際運動會：泛美運動會、南美運動會、中美洲和加勒比海運動會、中美洲運動會、玻利瓦爾運動會、亞洲沙灘運動會。 IFBB同時也是國際大學生體育聯合總會 (FISU （页面存档备份，存于）) 的會員，為全球大專院校學生提供一項健身訓練後展現肌肉型態的機會。
國際體育組織的認可：全球國際體育聯合會 (*GAISF/SportAccord)、泛美體育聯合會總會(ACODEPA)、非洲體育聯合會總會(AASC)、國際大學生體育聯合總會(FISU （页面存档备份，存于）)、獨立公認體育會員聯盟(AIMS/TAFISA)、國際世界運動會總會(IWGA （页面存档备份，存于）)
2022年11月，在西班牙IFBB世界錦標賽的年度會議上 （页面存档备份，存于），經由參與的會員國多數表決通過由原先的International Federation of BodyBuilding & Fitness更改為International Fitness & BodyBuilding Federation

## 歷史
國際健身健美總會由喬·韋德與本·韋德兩兄弟於1946年在加拿大成立。

## 外部連結
- 國際健美總會網站 （页面存档备份，存于）